# うたかたの恋
『うたかたの恋』（うたかたのこい、原題：Mayerling）は、フランスの作家クロード・アネ（Claude Anet）の小説である。

## 概要
オーストリア＝ハンガリー帝国の皇太子ルドルフと男爵令嬢マリー・ヴェッツェラの心中事件、通称「マイヤーリング事件」を基に、1930年に書かれた小説。
なお、実際のルドルフとマリーの関係や事件の真相については諸説ある。
同事件を題材とした同名（原題、日本語題とも）のバレエ作品（うたかたの恋）もある（リストの音楽による）。

## あらすじ
1888年4月、マリーとルドルフは劇場で偶然に出会い、激しい恋に落ちた。ラリッシュ夫人の協力もあって、二人は逢瀬を重ねる。しかし、周囲の圧力から二人は別れざるを得ず、さらにルドルフは陸軍大臣フリードリヒ公爵の陰謀に巻き込まれて追いつめられていた。1889年1月26日、ドイツ大使館でのパーティで、死を決意したルドルフはマリーに「来週の月曜日、旅に出よう」と告げる。そして1月29日に雪の降るマイヤーリングの別荘で二人は死を遂げた。

## 登場人物
- ルドルフ皇太子
- マリー・フォン・ヴェッツェラ

## 日本語版
日本では、岡田真吉の訳が三笠書房（1954年、若草文庫17）、創元社（1957年、世界大ロマン全集26）および角川書店（1969年、角川文庫）で出ていたが、いずれも絶版になっている。

## 「うたかたの恋」を原作とした作品

### 映画
- うたかたの戀（Mayerling, 1936年, フランス）
日本では昭和戦前は検閲により上映禁止とされ、戦後（1946年）になって公開となった。邦題は『うたかたの恋』とも表記される。
  - 監督：アナトール・リトヴァク（Anatole Litvak）
  - ルドルフ：シャルル・ボワイエ（Charles Boyer）
  - マリア：ダニエル・ダリュー（Danielle Darrieux）
  - フランツ・ヨゼフ皇帝：ジャン・ダックス（Jean Dax）

- 晩鐘（Kronprinz Rudolfs letzte Liebe, 1956年, オーストリア）
  - 監督：ルドルフ・ユーゲルト（Rudolf Jugert）
  - ルドルフ：ルドルフ・プラック（Rudolf Prack）
  - マリー：クリスチアーネ・ヘルビガー（Christiane Hörbiger）
  - エリザベート皇后：リル・ダゴファー（Lil Dagover）

- うたかたの恋（Mayerling, 1968年, フランス・イギリス合作）
アネの小説だけでなく、ミシェル・アーノルド（Michael Arnold）の『親王（原題：L'Archiduc、英：The Archduke）』も原作としている。
  - 監督・脚本：テレンス・ヤング（Terence Young）
  - 撮影：アンリ・アルカン（Henri Alekan）
  - 音楽：フランシス・レイ（Francis Lai）
  - ルドルフ：オマー・シャリフ（Omar Sharif）
  - マリア：カトリーヌ・ドヌーヴ（Catherine Deneuve）
  - フランツ・ヨゼフ皇帝：ジェームズ・メイソン（James Mason）
  - エリザベート皇后：エヴァ・ガードナー（Ava Gardner）

### テレビドラマ
- マイヤーリング（Mayerling, 1957年, アメリカ）
  - 製作・監督：アナトール・リトヴァク（Anatole Litvak）※1936年のフランス映画の監督
  - マリア：オードリー・ヘプバーン（Audrey Hepburn）
  - ルドルフ：メル・ファーラー（Mel Ferrer）

### ミュージカル
宝塚歌劇団の人気演目の一つである。

## 関連書
- 仲晃『「うたかたの恋」の真実 ハプスブルク皇太子心中事件』　青灯社　ISBN 4-86228-003-X C1022